# UFC 264
UFC 264: Poirier vs. McGregor 3 fue un evento de artes marciales mixtas producido por Ultimate Fighting Championship que tuvo lugar el 10 de julio de 2021 en el T-Mobile Arena en Paradise, Nevada, parte del área metropolitana de Las Vegas, Estados Unidos.

## Antecedentes

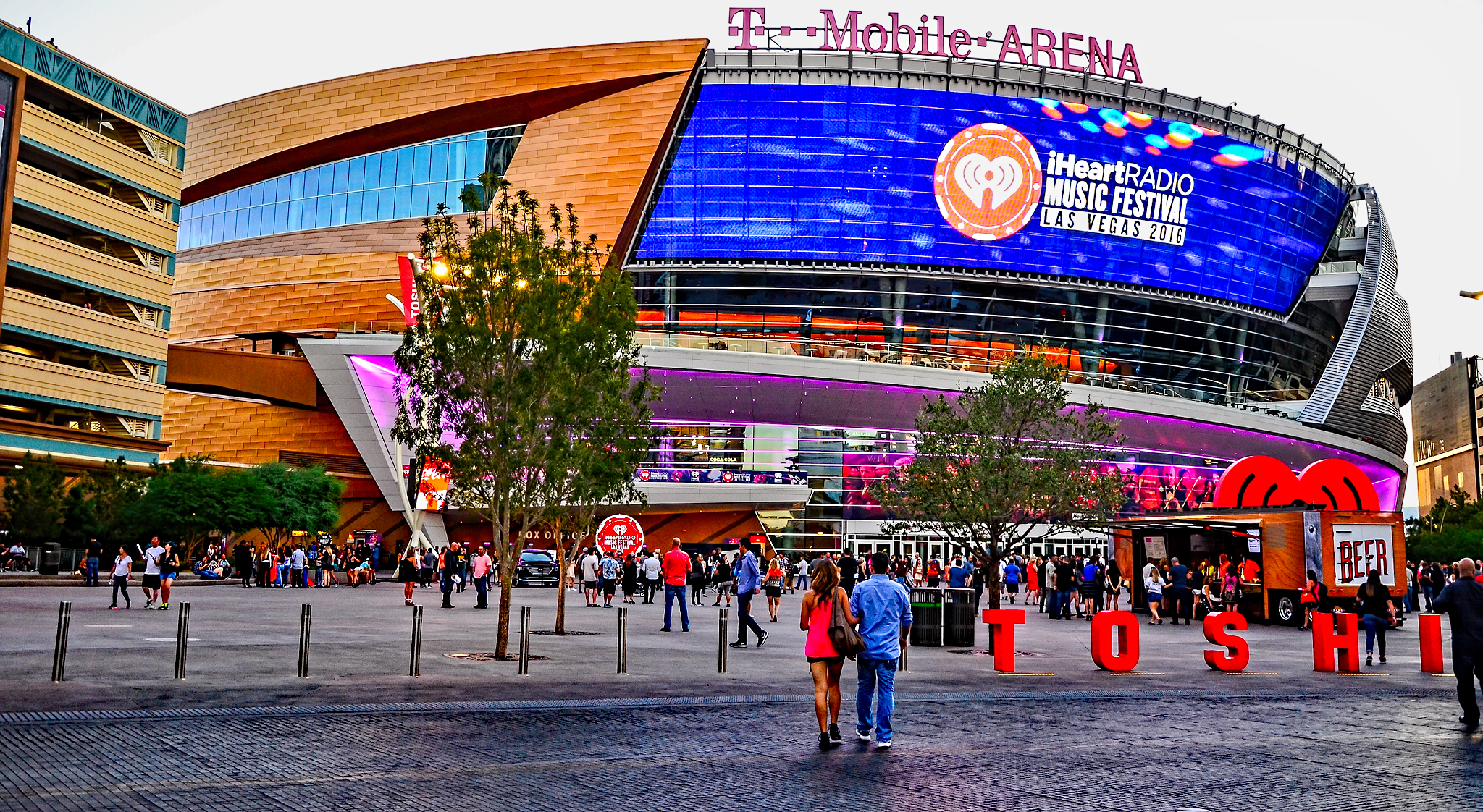
Debido a la pandemia de COVID-19, la UFC ha estado celebrando la mayoría de sus eventos en Las Vegas en las instalaciones del UFC Apex, todos ellos a puerta cerrada. Esta será la primera vez, desde UFC 248 en marzo de 2020, que el T-Mobile Arena acoja un evento, con un aforo completo.

Una trilogía de peso ligero entre el exCampeón Interino de Peso Ligero de la UFC, Dustin Poirier, y el exCampeón de Peso Pluma y Ligero de la UFC, Conor McGregor, encabezará el evento. Ya se han enfrentado en dos ocasiones: su primera pelea fue un combate de peso pluma que tuvo lugar en septiembre de 2014 en UFC 178, donde McGregor ganó por nocaut técnico en el primer asalto. Luego ascendieron al Peso Ligero para una eventual revancha en enero de 2021 en UFC 257, donde Poirier se impuso por nocaut en el segundo asalto. Durante la semana de la pelea, se reveló que el exCampeón de Peso Ligero, Rafael dos Anjos fue seleccionado por la organización para servir como un potencial reemplazo en caso de necesidad.
Un combate de peso medio entre el exCampeón de Peso Wélter de KSW, Dricus du Plessis y Trevin Giles estaba programado para tener lugar en UFC on ESPN: Brunson vs. Holland, pero du Plessis fue retirado del evento debido a problemas de visa que restringieron su viaje. El combate se reprogramo y tuvo lugar en este evento.
En el evento se esperaba un combate de peso wélter entre Sean Brady y el exaspirante al Campeonato Interino de Peso Ligero de la UFC, Kevin Lee. Sin embargo, Lee se retiró debido a una lesión y el combate fue retirado del evento.
Se esperaba un combate de peso gallo entre Sean O'Malley y Louis Smolka. Sin embargo, el 29 de junio, Smolka se retiró debido a una lesión no revelada. Fue sustituido por el recién llegado, Kris Moutinho.
En el pesaje, Irene Aldana pesó 139.5 libras, tres libras y media por encima del límite del peso gallo. Se espera que su combate se lleve a cabo en un peso acordado y se le impuso una multa del 30% de su pago, que fue a parar a su oponente Yana Kunitskaya.
El 9 de julio se anunció que la UFC aumentaría las primas (Pelea de la Noche y Actuación de la Noche) de $50000 a $75000 dólares para este evento.
Estaba previsto que el primer combate preliminar del evento fuera el de peso medio entre Alen Amedovski y Hu Yaozong. Sin embargo, se canceló apenas unas horas antes de celebrarse debido a problemas con los protocolos de COVID-19 en el campamento de Amedovski.

## Premios de bonificación
Los siguientes luchadores recibieron bonificaciones de $75000 dólares.
- Pelea de la Noche: Sean O'Malley vs. Kris Moutinho
- Actuación de la Noche: Tai Tuivasa y Dricus du Plessis